# Brook (One Piece)
Pour les articles homonymes, voir Brook.
 (août 2024).
Si vous disposez d'ouvrages ou d'articles de référence ou si vous connaissez des sites web de qualité traitant du thème abordé ici, merci de compléter l'article en donnant les références utiles à sa vérifiabilité et en les liant à la section « Notes et références ».
Brook (ブルック, Burukku) est un personnage du manga One Piece. Il s’agit d'un homme qui, ayant mangé le Fruit de la Résurrection (Yomi Yomi no Mi), a pris l’apparence d’un squelette.
Il est le neuvième membre à rejoindre l'équipage du Chapeau de paille à la suite du périple de Thriller Bark. 
Deux ans plus tard, séparé des autres membres de l'équipage du Chapeau de paille, Brook acquiert une renommée mondiale en tant que musicien célèbre sous le nom de « Soul King ».

## Biographie fictive
Brook était chef de la garde d'un royaume. Plus tard, il a rejoint, l’équipage des « Rumbar Pirates ». Le capitaine, Yorky, perdit la vie, et le reste de l’équipage fut attaqué et succomba au poison, mais Brook revint à la vie grâce à son pouvoir du fruit du démon. Son âme se perdit pendant un an et lorsqu’il retrouva son corps, il ne restait que son squelette.
Son ombre lui fut volée par Gecko Moria, un des sept Capitaines Corsaires. Après cinquante années de solitude Luffy le rencontre sur un bateau fantôme alors qu'ils naviguaient dans le triangle de Florian. Luffy lui promit de lui rendre son ombre afin qu’il puisse rejoindre l’équipage.
Une fois sur le Thriller Bark, Brook se sépare de l'équipage de Luffy pour partir à la rencontre du zombie portant son ombre. L'ombre de Brook permet de ressusciter Ryuma, un vieux samouraï légendaire. Brook et Ryuma reprennent  l'affrontement que le zombie avait gagné il y a cinq ans. Ryuma l'emporte mais Zoro reprend le cours du duel. Sa victoire permet à Brook de récupérer son ombre.
Luffy, connaissant la promesse de Brook à Laboon, de revenir le voir trois ans plus tard, raconte à Brook que Laboon était toujours en vie, et attendait le retour de Brook à Reverse Mountain. Brook rejoint l’équipage du Chapeau de paille.
Après la bataille de l'archipel de Sabaody, Brook est envoyé sur l'île de Namakura.  À la suite de la lecture du journal où Luffy dit à son équipage de se retrouver dans deux ans, il décide de s'entrainer pour devenir plus fort.
Durant ces deux années, Brook devient une star, et part en tournée. Il projette en réalité de rejoindre Luffy après son dernier concert, ce qui pousse ses managers à le dénoncer. La Marine tente d'arrêter le squelette, mais Brook chante une dernière chanson qui empêche les soldats de procéder à l'arrestation.
Emprisonné dans une cage avec Zoro et Usopp au Palais Ryugu, il sépare son âme de son squelette. S'échappant du palais, Brook, Zoro et Usopp se rendent à bord du Sunny à la Place de la Thoncorde pour combattre les sbires d'Hody Jones. Au cours de la bataille entre les Mugiwaras et les Chapeaux de paille, Brook bat Zeo.   Sur Punk Hazard, Brook échappe à la capture  du fait de son corps de squelette qui le fait passer pour mort auprès des subordonnés de César Clown. À Dressrosa, il reste sur le Thousand Sunny avec Nami,Chopper et Momonusuke. Ils sont attaqués par des hommes de l'equipage de Doflamingo dirigé par Jora.  Brook bat Jora et Sanji retourne sur le Sunny.  Luffy leur donne l'ordre par la suite de prendre la direction de l'île de  Zo pour les attendre.  À la suite du départ de Sanji,Brook part avec Luffy, Nami et Chopper à Whole Cake Island.  Avec l'aide de Pedro ( membre de la tribu des minks ) il pénètre dans une salle de Big Mom et réalise une copie de son road poneglyphe. Il est finalement capturé par les hommes de Charlotte Smoothie et emmené devant Big Mom. Cette dernière le laisse en vie épaté par l'apparence de Brook et son identité de Soul King.  Lors de la Thea Party,Brook détruit le portrait de la mère de Big Mom.  L'équipage quitte TottoLand avec l'aide de Jinbe , des pirates du soleil et le Germa 66. L'équipage se retrouve au complet à Wano.    Lors du Raid sur Onigashima, Brook retrouve Big Mom. Il se démarque par sa complicité avec Nico Robin qu'il aide à libérer Sanji.  À la fin des événements d'Onigashima, il possède une prime de 383 Millions de Berry.    

## Conception
L'idée d'un squelette musicien est conçue pour la première fois en 2000 par Oda à l'époque de l'introduction de Laboon et plus d'une demi-décennie avant la première apparition de Brook.